# Dahtalia, Krîjopil
Dahtalia (în ucraineană Дахталія) este localitatea de reședință a comunei Dahtalia din raionul Krîjopil, regiunea Vinnița, Ucraina.

## Demografie
Componența lingvistică a localității Dahtalia
     Ucraineană (97,75%)
     Română (1,81%)
     Alte limbi (0,45%)
Conform recensământului din 2001, majoritatea populației localității Dahtalia era vorbitoare de ucraineană (97,75%), existând în minoritate și vorbitori de română (1,81%).